# Rúben Semedo
Rúben Afonso Borges Semedo (Amadora, 4 aprile 1994) è un calciatore portoghese, difensore dell'Al-Khor.

## Biografia
Il 20 febbraio 2018 viene arrestato, insieme al cugino, perché riconosciuto come complice in sequestro di persona, minacce e rapina. I fatti sarebbero successi il giorno 12 febbraio 2018. Nel novembre 2017 era già stato indagato dalla Guardia Civil per possesso illegale di arma da fuoco. Il 30 agosto 2021 viene arrestato nuovamente per abusi sessuali.

## Carriera

### Club
Semedo entra a far parte delle giovanili dello Sporting Lisbona a 15 anni. Debutta in prima squadra l'11 agosto 2013 in amichevole contro la Fiorentina. Passa al Villareal e nel campionato spagnolo gioca alcune partite della stagione 2017-2018.
Dopo essere uscito di prigione accetta la proposta di contratto da parte dell'Olympiacos.

## Statistiche

### Presenze e reti nei club
Statistiche aggiornate al 12 luglio 2024.
| Stagione                | Squadra                 | Campionato              | Campionato | Campionato | Coppe nazionali | Coppe nazionali | Coppe nazionali | Coppe continentali | Coppe continentali | Coppe continentali | Altre coppe | Altre coppe | Altre coppe | Totale | Totale | Totale |
| Stagione                | Squadra                 | Comp                    | Pres       | Reti       | Comp            | Pres            | Reti            | Comp               | Pres               | Reti               | Comp        | Pres        | Reti        | Pres   | Reti   |        |
| ----------------------- | ----------------------- | ----------------------- | ---------- | ---------- | --------------- | --------------- | --------------- | ------------------ | ------------------ | ------------------ | ----------- | ----------- | ----------- | ------ | ------ | ------ |
| 2013-2014               | Sporting Lisbona B      | SL                      | 23         | 1          | -               | -               | -               | -                  | -                  | -                  | -           | -           | -           | 23     | 1      |        |
| 2013-2014               | Sporting Lisbona        | PL                      | 0          | 0          | CP+CdL          | 1+0             | -               | -                  | -                  | -                  | -           | -           | -           | 1      | 0      |        |
| 2014-2015               | Reus                    | SDB                     | 16         | 0          | CR              | 0               | 0               | -                  | -                  | -                  | -           | -           | -           | 16     | 0      |        |
| ago. 2015               | Sporting Lisbona        | PL                      | 0          | 0          | CP+CdL          | 0               | 0               | UCL                | 0                  | 0                  | SP          | 1           | 0           | 1      | 0      |        |
| 2015-gen. 2016          | Vitória Setúbal         | PL                      | 15         | 0          | CP+CdL          | 3+1             | 0               | -                  | -                  | -                  | -           | -           | -           | 19     | 0      |        |
| gen.-giu. 2016          | Sporting Lisbona        | PL                      | 14         | 0          | CP+CdL          | -               | -               | UEL                | 1                  | 0                  | SP          | -           | -           | 15     | 0      |        |
| 2016-2017               | Sporting Lisbona        | PL                      | 24         | 0          | CP+CdL          | 1+0             | 0               | UCL                | 6                  | 0                  | -           | -           | -           | 31     | 0      |        |
| Totale Sporting Lisbona | Totale Sporting Lisbona | Totale Sporting Lisbona | 38         | 0          |                 | 2               | 0               |                    | 7                  | 0                  |             | 1           | 0           | 48     | 0      |        |
| 2017-2018               | Villarreal              | PD                      | 4          | 0          | CR              | 0               | 0               | UEL                | 1                  | 0                  | -           | -           | -           | 5      | 0      |        |
| 2018-gen. 2019          | Huesca                  | PD                      | 11         | 0          | CR              | 1               | 0               | -                  | -                  | -                  | -           | -           | -           | 12     | 0      |        |
| gen.-giu. 2019          | Rio Ave                 | PL                      | 14         | 2          | CP+CdL          | -               | -               | -                  | -                  | -                  | -           | -           | -           | 14     | 2      |        |
| 2019-2020               | Olympiacos              | SL                      | 21+6       | 1+0        | CG              | 4               | 0               | UCL+UEL            | 12+2               | 4+0                | -           | -           | -           | 45     | 5      |        |
| 2020-2021               | Olympiacos              | SL                      | 22+8       | 1+0        | CG              | 5               | 0               | UCL+UEL            | 8+1                | 0                  | -           | -           | -           | 44     | 1      |        |
| 2021-gen. 2022          | Olympiacos              | SL                      | 0          | 0          | CG              | 1               | 1               | UCL+UEL            | 4+0                | 0                  | -           | -           | -           | 5      | 1      |        |
| Totale Olympiakos       | Totale Olympiakos       | Totale Olympiakos       | 43+14      | 2+0        |                 | 10              | 1               |                    | 27                 | 4                  |             | -           | -           | 94     | 7      |        |
| gen.-giu. 2022          | Porto B                 | SL                      | 3          | 0          | -               | -               | -               | -                  | -                  | -                  | -           | -           | -           | 3      | 0      |        |
| gen.-giu. 2022          | Porto                   | PL                      | 1          | 0          | CP+CdL          | 0               | 0               | UCL+UEL            | 0+1                | 0                  | -           | -           | -           | 2      | 0      |        |
| 2022-2023               | Al-Duhail               | QSL                     | 14         | 0          | CQ+CdL          | 2+2             | 0               | ACL                | 0                  | 0                  | CdQ         | 1           | 0           | 19     | 0      |        |
| 2023-gen. 2024          | Al-Duhail               | QSL                     | 8          | 0          | CQ+CdL          | 0+2             | 0               | ACL                | 5                  | 0                  | CdQ         | 0           | 0           | 15     | 0      |        |
| Totale Al Duhail        | Totale Al Duhail        | Totale Al Duhail        | 22         | 0          |                 | 6               | 0               |                    | 5                  | 0                  |             | 1           | 0           | 34     | 0      |        |
| gen.-giu. 2024          | Al-Markhiya             | QSL                     | 9+1        | 1          | CQ+CdL          | 1+0             | 0               | -                  | -                  | -                  | -           | -           | -           | 10     | 1      |        |
| Totale carriera         | Totale carriera         | Totale carriera         | 214        | 6          |                 | 24              | 1               |                    | 41                 | 4                  |             | 2           | 0           | 279    | 11     |        |

### Cronologia presenze e reti in nazionale
| Cronologia completa delle presenze e delle reti in nazionale ― Portogallo | Cronologia completa delle presenze e delle reti in nazionale ― Portogallo | Cronologia completa delle presenze e delle reti in nazionale ― Portogallo | Cronologia completa delle presenze e delle reti in nazionale ― Portogallo | Cronologia completa delle presenze e delle reti in nazionale ― Portogallo | Cronologia completa delle presenze e delle reti in nazionale ― Portogallo | Cronologia completa delle presenze e delle reti in nazionale ― Portogallo | Cronologia completa delle presenze e delle reti in nazionale ― Portogallo |
| Data                                                                      | Città                                                                     | In casa                                                                   | Risultato                                                                 | Ospiti                                                                    | Competizione                                                              | Reti                                                                      | Note                                                                      |
| ------------------------------------------------------------------------- | ------------------------------------------------------------------------- | ------------------------------------------------------------------------- | ------------------------------------------------------------------------- | ------------------------------------------------------------------------- | ------------------------------------------------------------------------- | ------------------------------------------------------------------------- | ------------------------------------------------------------------------- |
| 7-10-2020                                                                 | Lisbona                                                                   | Portogallo                                                                | 0 – 0                                                                     | Spagna                                                                    | Amichevole                                                                | -                                                                         | 56’                                                                       |
| 11-11-2020                                                                | Lisbona                                                                   | Portogallo                                                                | 7 – 0                                                                     | Andorra                                                                   | Amichevole                                                                | -                                                                         |                                                                           |
| 17-11-2020                                                                | Spalato                                                                   | Croazia                                                                   | 2 – 3                                                                     | Portogallo                                                                | UEFA Nations League 2020-2021 - 1º turno                                  | -                                                                         |                                                                           |
| Totale                                                                    |                                                                           | Presenze                                                                  | 3                                                                         |                                                                           | Reti                                                                      | 0                                                                         |                                                                           |

## Palmarès

### Competizioni nazionali
- Campionato greco: 2

Olympiakos: 2019-2020, 2020-2021
- Coppa di Grecia: 1

Olympiakos: 2019-2020
- Campionato portoghese: 1

Porto: 2021-2022
- Coppa del Portogallo: 1

Porto: 2021-2022
- Coppa di Qatar: 1

Al-Duhail: 2023
- Coppa delle Stelle del Qatar: 1

Al-Duhail: 2022-2023
- Campionato qatariota: 1

Al-Duhail: 2022-2023